# Сойер, Грант
Грант Сойер (англ. Grant Sawyer; 14 декабря 1918, Туин-Фолс, Айдахо — 19 февраля 1996, Лас-Вегас, Невада) — американский государственный и политический деятель. Бывший член «Демократической партии США».

## Биография
Родился 14 декабря 1918 года в Твин-Фолс, штат Айдахо. Был сыном двух остеопатов, Гарри Уилльяма и Бьюлы Белль Камерон Сойер. Отец работал в законодательном собрании штата Невада.
Служил в армии США во время Второй мировой войны. Женился на Бетт Норен Ходж 1 августа 1946 года.
Обучался в Линфилдском университете в течение двух лет, а затем поступил в Невадский университет в Рино, который окончил в 1941 году. Будучи студентом в Неваде стал членом братства Альфа-Тау-Омега. Затем поступил на юридический факультет Университета Джорджа Вашингтона, но бросил учёбу, чтобы поступить на военную службу в начале Второй мировой войны. После службы в армии поступил в Джорджтаунский университет, где в 1946 году получил степень по юриспруденции.
С 1959 по 1967 год был губернатором штата Невада. На этой должности работал над продвижением политики и законодательства в области защиты гражданских прав, что было трудным процессом в штате, прозванном — «Миссисипи Запада».
В 1967 году стал соучредителем компании Lionel Sawyer & Collins, которая на протяжении многих лет была крупнейшей частной юридической фирмой в Неваде. Компания прекратила свою деятельность 31 декабря 2014 года, когда девятнадцать её юристов присоединились к Fennemore Craig.
Скончался 19 февраля 1996 года в Лас-Вегасе от осложнений после инсульта, перенесённого в 1993 году, в возрасте 77 лет.